# Forze armate nigeriane
Le forze armate nigeriane (in lingua inglese Nigerian Armed Forces; in lingua yoruba Àwọn Ilé-iṣẹ́ Ológun Nàìjíríà; in lingua hausa Rundunonin Sojin Najeriya) sono le forze armate della Repubblica Federale della Nigeria. Sono organizzati dai tre rami: l'esercito nigeriano, la forza aerea nigeriana e la marina militare nigeriana.